# فرودگاه چیستوپول
فرودگاه چیستوپول (به روسی: Чистополь) فرودگاهی عمومی واقع در چیستوپول در کشور روسیه است.